# ダークです・うたいます・うたの心を
『ダークです・うたいます・うたの心を』（ダークです・うたいます・うたのこころを）は、1967年8月31日から同年10月12日までNET（現・テレビ朝日）系列局で放送されていた毎日放送製作の音楽番組である。全7回。放送時間は毎週木曜 21:00 - 21:30 （日本標準時）。

## 概要
ダークダックスがメインを務めていた音楽番組。2部構成で、第1部はドキュメンタリーミュージカル形式で進行する「こどものこころのうた」、第2部はゲスト歌手を迎えての「ダーク・ダックス・メドレー」となっていた。
テレビドラマシリーズ『大丸名作劇場』の中断期間中に放送されていたが、同枠のスポンサーである大丸が本番組も提供していたのかは不明。

## 出演者

### レギュラー
- ダークダックス

### ゲスト
- 岸洋子
- いしだあゆみ
- 船戸順
- 倍賞千恵子
- 榎本美佐江
- 弘田三枝子
- ほか